# セルゲイ・コソロトフ
セルゲイ・コソロトフ（Sergey Kosorotov 1965年4月15日- ）はロシアのサマーラ出身の柔道選手。階級は95kg超級。身長194cm。体重110kg。

## 人物
1991年の世界選手権では、準決勝で小川直也に崩袈裟固で一本勝ちすると、決勝でもキューバのフランク・モレノを腕挫十字固で破って優勝を果たした。1992年1月には正力国際に出場するため来日したものの、エントリーだけして棄権したが、この際にバルセロナオリンピック後にはプロレスに転向すると語った。しかし、EUN内の予選でダヴィド・ハハレイシヴィリに効果を取られて敗れバルセロナオリンピックには出場できず、プロレスへの転向話も立ち消えになった。1993年の世界選手権では3位となった。1995年の世界選手権無差別では、準決勝で篠原信一に大内刈で一本勝ちするが、決勝ではフランスのダビド・ドゥイエに合技で敗れた。1996年のアトランタオリンピックでは、準々決勝で中国の劉勝剛に払腰で敗れて7位に終わった。

## 主な戦績
(階級表記のない大会は全て95kg超級での成績)
- 1988年 - フランス国際　3位
- 1989年 - ヨーロッパ選手権　無差別　3位
- 1990年 - ドイツ国際　優勝
- 1990年 - ヨーロッパ選手権　優勝
- 1990年 - グッドウィルゲームズ　優勝
- 1991年 - ヨーロッパ選手権　2位
- 1991年 - 世界選手権　優勝
- 1992年 - チェコ国際　2位
- 1992年 - ヨーロッパ選手権　2位
- 1992年 - 嘉納杯　3位
- 1993年 - ドイツ国際　3位
- 1993年 - 世界選手権　3位
- 1994年 - ドイツ国際　2位
- 1995年 - ロシア国際　3位
- 1995年 - ドイツ国際　優勝
- 1995年 - ヨーロッパ選手権　優勝
- 1995年 - 世界選手権　無差別　2位
- 1996年 - ロシア国際　優勝
- 1996年 - チェコ国際　2位
- 1996年 - ポーランド国際　優勝
- 1996年 - ヨーロッパ選手権　2位
- 1996年 - アトランタオリンピック　7位
- 1997年 - 世界選手権　無差別　5位
- 1999年 - ロシア国際　2位